# Commons
De commons, van het Engelse commons, ook wel bekend als meent, brink, gemene gronden, gemeenschappelijke middelen (common pool resources), of collectieven zijn hulpbronnen die door alle leden van een groep of samenleving kunnen en mogen worden gebruikt. Dit kunnen natuurlijke hulpbronnen zijn, zoals historisch een gezamenlijk grondgebied, zoals uit het Engelse meent, brink, gemene gronden, in of bij een dorp, tegenwoordig in overdrachtelijke zin ook (schoon) water en (schone) lucht, maar ook bronnen van informatie, kennis en cultuur, zoals teksten en illustraties. De hulpbronnen kunnen weliswaar in privé-eigendom zijn, maar de eigenaar geeft bepaalde vormen van gebruik vrij, zoals weidegrond voor begrazing door vee. Onderdeel van de commons kunnen natuurlijke hulpbronnen zijn die door groepen, zoals gemeenschappen en gebruikersgroepen, worden beheerd voor individueel en collectief nut. 
Het gebruik van commons voor natuurlijke hulpbronnen stamt uit de Europese geschiedenis. Het betrof gedeelde landbouwgronden, weilanden en bossen, die over een periode van eeuwen langzaam maar zeker werden afgegrensd en geclaimd als privé-eigendom voor privégebruik. Dit verschijnsel wordt "enclosure of the commons" genoemd.

## Verder onderscheid (definitie)
Grofweg kan men vier soorten 'goederen' onderscheiden op basis van de twee kenmerken: rivaliteit en exclusiviteit. Men spreekt van rivaliteit wanneer "de consumptie van de ene consument de consumptie van de andere consument vermindert." Exclusiviteit of uitsluitbaarheid komt dan weer voor "wanneer een consument kan worden uitgesloten van de consumptie" van een bepaald goed. Zo kan men een onderscheid maken tussen: private goederen, publieke goederen, clubgoederen & tolgoederen en gemeenschappelijke bronnen (common pool resources). Dit wordt duidelijk in onderstaande tabel.
|             | Exclusief                                                                                  | Niet-exclusief                                                                           |
| ----------- | ------------------------------------------------------------------------------------------ | ---------------------------------------------------------------------------------------- |
| Rivaal      | Private goederen (bv: een appel, een huis)                                                 | Gemeenschappelijke goederen of common pool resources (bv: vis in internationale wateren) |
| Niet-rivaal | Clubgoederen & tolgoederen (bv: sociale netwerken, een tolweg, een private club met leden) | Publieke goederen (bv: defensie, openbaar park, propere lucht)                           |

De commons behoren hier dus onder 'gemeenschappelijke goederen'. Ze zijn rivaal (als de ene er meer van consumeert, schiet er minder over voor de andere) en niet-exclusief (niemand kan ervan worden uitgesloten). 
Er is een subtiel maar belangrijk verschil tussen de commons en het publiek domein. Waar publiek domein verwijst naar een algemeen gedeeld eigendomsrecht en gebruiksrecht, niemand wordt van toegang uitgesloten, niet zelden omdat dit praktisch onuitvoerbaar is, zoals bij lucht, is er bij commons niet noodzakelijk sprake van gedeeld eigenaarschap. Essentieel is het onderscheid tussen eigendomsrechten en gebruiksrechten. De eigenaar van een hulpbron, bijvoorbeeld een landeigenaar of een auteursrechthebbende, kan aan anderen, aan specifieke personen of iedereen, vormen van gebruiksrecht toestaan. De personen aan wie gebruiksrechten zijn toegekend, worden ‘commoners’ genoemd. Dit verschil wordt in auteursrechtelijk beschermde werken duidelijk met het verschil tussen 'sommige rechten voorbehouden', bij commons, versus 'geen rechten voorbehouden' bij publiek domein, terwijl 'alle rechten voorbehouden' wordt gebruikt wanneer de eigenaar, de rechthebbende, geen gebruiksrechten heeft vrijgegeven.

## Economische theorieën

### Tragedie van de commons
In 1833 publiceerde William Forster Lloyd zijn werk Two Lectures on the Checks to Population waarin hij verwees naar het problematische overgebruik van de commons door haar gebruikers. Hij gebruikte hiervoor het voorbeeld van herders die elk hun koeien laten grazen op een gemeenschappelijk grasland. Als de herder zijn koeien laat grazen op dit gemeenschappelijk grasland dan is dat een verlies dat gedragen wordt door alle herders samen. Hetzelfde geldt bijvoorbeeld wanneer een visser overmatig vist in een gedeeld stuk water. Dit heeft negatieve gevolgen voor de visvangst van andere vissers, voor de prijzen van vis en voor de biodiversiteit van vissen. De kosten worden dus gedeeld onder alle gebruikers, terwijl de baten enkel de individuele gebruiker toekomen. Later noemde ecologist Garett Hardin dit fenomeen 'the tragedy of the commons'. Hardin's gebruik van Lloyd's voorbeeld werd echter vaak verkeerd geïnterpreteerd. Daarom zou Hardin later toegeven dat "the tragedy of the unmanaged commons" (de tragedie van de onbeheerde meent) een betere naam zou zijn geweest.

### Commons als succesverhaal
Econome Elinor Ostrom deelde in 2009 samen met Oliver E. Williamson de Nobelprijs voor Economie 'voor haar analyse van economisch bestuur, in het bijzonder de commons '. Ostrom had aangetoond dat het gezamenlijke gebruik van hulpbronnen lang niet altijd tot overmatig gebruik en uitputting van de middelen leidt. Zo stelde zij acht principes die volgens haar moeten toegepast worden bij het beheer van gemeenschappelijke middelen of commons:
1. Definieer duidelijke groepsgrenzen.
2. Pas de regels voor het gebruik van de gemeenschappelijke bron aan de lokale noden en omstandigheden aan.
3. Zorg ervoor dat diegenen voor wie de regels gelden ook inspraak hebben bij het aanpassen van de regels.
4. Zorg ervoor dat het recht om zelf als een gemeenschap regels vast te leggen ook wordt gerespecteerd door andere overheden.
5. Ontwikkel een systeem, gedragen door leden van de gemeenschap, om het gedrag van leden te controleren.
6. Gebruik escalerende sancties voor hen die de regels overtreden.
7. Zorg voor een toegankelijk en goedkoop systeem om conflicten te beslechten.
8. Bouw verantwoordelijkheid in voor het beheer van de gemeenschappelijke bron vanaf het laagste niveau tot het hele met elkaar verbonden systeem.

Het spreekt voor zich dat hoe groter de common hoe moeilijker het is om deze regels toe te passen. Toch kunnen we vaststellen dat deze principes van Ostrom op verschillende plaatsen toegepast worden in de praktijk. Denk maar aan irrigatiesystemen in ontwikkelingslanden, maar ook grondwaterrechten-systemen in de Verenigde Staten, of in het Akkoord van Parijs tegen de opwarming van de aarde.
Het doel van Ostrom is om minder te denken in termen van de 'homo economicus' en meer concepten zoals vertrouwen en reciprociteit in acht te nemen. In haar Nobelprijslezing legt ze dit uit in een schema. Neem bijvoorbeeld het probleem van visgronden (als commons) waarin de vissen met uitsterven bedreigd zijn. Er zijn 'brede contextuele variabelen' in het spel (hier: grote werkloosheid en armoede bij de vissers). Deze variabelen hebben invloed op 'micro situatie-afhankelijke variabelen' (hier: slechte visnetten vangen te veel 'bijvangst' en doden jonge vissen, waardoor het visbestand dreigt uit te sterven in deze visgrond). Door de zorgen in deze macro- en micro-variabelen zijn er een aantal individuen die iets aan de situatie willen veranderen (hier: vergadering met vissers waar regels uit voort vloeien over intensiteit en hoedanigheid van het vissen). Dan hangt volgens Elinor Ostrom alles nu af van 'het vertrouwensniveau dat andere deelnemers bereid zijn om bij te dragen aan de instandhouding van de common'.  
Situatie 1) Als de vissers elkaar niet vertrouwen, zullen ze zich niet aan de afspraken houden. Dan zal in een verdere stap de reciprociteit ervoor moeten zorgend dat de overtreders bestraft worden, maar dit is gering aangezien de meerderheid van de vissers de regels overtreden. Hierdoor zal het visbestand niet hersteld worden en houden opnieuw steeds minder vissers zich aan de normen.  
Situatie 2) Als de meeste vissers erop vertrouwen dat de anderen zich aan de regels zullen houden, zullen zij dit ook doen. In een verdere stap zal er dan ook hoge reciprociteit gelden voor vissers die zich niet aan de regels houden. Door het hoge niveau in samenwerking, zullen deze 'vrijbuiters' namelijk sociaal bestraft worden en uiteindelijk misschien uit de sociale groep gezet worden. Hierdoor ontstaat een duurzaam systeem waarin er terug meer vis ontstaat in de visgrond en de sociale norm wordt versterkt. Door deze positieve feedback kunnen de originele regels misschien zelfs terug worden aangepast.
Met dit schema argumenteert Elinor Ostrom dat een beheerd commons systeem staat of valt door vertrouwen en reciprociteit.

## Kennis en cultuur
In de 21e eeuw trekken filosofen en activisten de term commons door naar het gemeenschappelijk bezit van geestesproducten als kennis en cultuur. Onder het neo-liberalisme zijn deze vermarkt tot het economische eigendom van weinigen, en is kennis koopwaar geworden. Specifiek betreuren sommige critici dat enkele grote tech-bedrijven massaal informatie opzuigen uit websites (“web scraping”) voor de training van hun – nadien besloten maar winstgevende – taalmodellen. In zijn boek "Wat we gemeen hebben. Een filosofie van de meent" pleit filosoof Thijs Lijster voor de herintroductie van de meent als beheersvorm van gemeenschappelijke waarden. Als voorbeeld van een digitale meent noemt hij Wikipedia, waar kennis onder gemeenschappelijk beheer wordt gedeeld.